# 18970 Jenniharper
18970 Jenniharper (2000 QU168) là một tiểu hành tinh vành đai chính được phát hiện ngày 31 tháng 8 năm 2000 bởi nhóm nghiên cứu tiểu hành tinh gần Trái Đất phòng thí nghiệm Lincoln ở Socorro.